# Skovvejskirken
Skovvejskirken i Ballerup, der også kaldes Skovvejens Kirkesal og Skovvejens Kirke og Krematorium, blev bygget som kapel ved Skovvejens kirkegård, der blev anlagt, fordi der var mangel på gravsteder på kirkegården ved Ballerup Kirke. Efter menighedsrådets ønske blev kapellet udformet i størrelse, stil og udstyr, så der var mulighed for at anvende bygningen som egentlig kirke.

## Eksterne kilder og henvisninger
- Skovvejskirken hos KortTilKirken.dk